# Conoderus exsul
Conoderus exsul is een keversoort uit de familie kniptorren (Elateridae). De wetenschappelijke naam van de soort is voor het eerst geldig gepubliceerd in 1887 door Sharp.